# 蕭遍
蕭遍（1541年—1582年年），字文明，號南紀，湖廣承天府沔陽衛官籍，

## 生平
嘉靖四十年辛酉科乡试四十三名，四十四年（1565年）乙丑科会试三十八名，廷试三甲二百八十五名進士。吏部观政，隆慶二年（1568年）四月授刑部主事，四年正月升员外，八月升郎中，萬曆元年（1573年）十月升廣東廣州府知府。五年八月升江西副使，备兵九江，八年十月升左参政，九年四月调繁山东漕儲道左参政，十年卒。

## 家族
曾祖蕭䪧，祖蕭轘，父蕭霞，壽官贈郎中；前母張氏；母湯氏，皆贈宜人。兄通（千戶）；近；迎；随，弟迪；𨗲；迤；邐。